# Blackburn Olympic
Der Blackburn Olympic Football Club war ein englischer Fußballverein aus der Stadt Blackburn. Zwar existierte der Verein lediglich von 1878 bis 1889, doch hat er für die Geschichte des Fußballs in England eine große Bedeutung. Er war der erste Verein aus dem Norden und der erste aus dem Arbeitermilieu, der die wichtigste Trophäe des Landes gewann, den FA Cup. Zudem waren die Spieler von Blackburn Olympic 1883 die ersten Fußballprofis überhaupt. Als ehemalige Arbeiter verdienten sie nun mit dem Fußballspielen ihr Geld.

## Geschichte
Im Februar 1878 entstand Blackburn Olympic aus der Fusion der Vereine Black Star und James Street. Der Vereinsname war inspiriert vom antiken Olympia in Griechenland, wo zu jener Zeit umfangreiche Ausgrabungen stattfanden. In den ersten 18 Monaten trug der Verein seine Heimspiele auf wechselnden Plätzen aus, bis er schließlich neben dem Pub Hole-i’th’-Wall („Loch in der Wand“) ein freies Grundstück kaufte und dort eine Tribüne errichtete. Die Zuschauerzahl betrug üblicherweise zwischen 1000 und 2000. Am meisten Zuschauer, rund 10.000, zählte man im November 1884 bei einem Spiel gegen Preston North End.

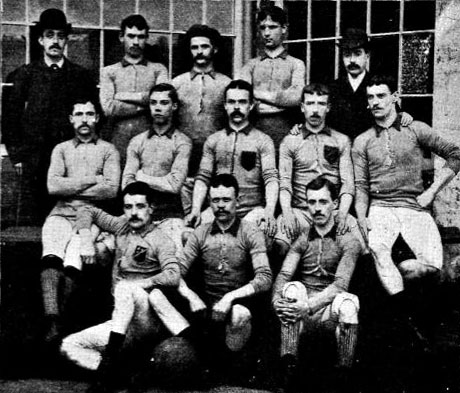
Die Siegermannschaft Mannschaft von 1883

Zu Beginn nahm Blackburn Olympic an lokalen Turnieren teil. 1880 meldete er sich erstmals zum FA Cup an, dem damals bedeutendsten Wettbewerb des Landes. Das erste Pokalspiel endete mit einer knappen 4:5-Niederlage gegen den FC Sheffield. In der Saison 1881/82 kam das Aus ebenfalls in der ersten Runde. Überraschend stieß Blackburn Olympic 1883 ins Finale des FA Cup vor. Im Kennington Oval in London traf der Verein vor 8.000 Zuschauern auf die Old Etonians und siegte 2:1 nach Verlängerung.
Dieser Erfolg war von großer Bedeutung, denn zum ersten Mal hatte ein Verein aus dem Arbeitermilieu in Nordengland die Trophäe gewonnen und sich gegen die wohlhabenden Oberschichts-Amateurclubs im Süden durchgesetzt. Er bewog die Football Association dazu, zwei Jahre später den Fußball ganz für Profispieler zu öffnen und dadurch eine Spaltung des Verbandes zu verhindern.
1884 konnte Blackburn Olympic bis ins Halbfinale vorstoßen, unterlag jedoch Queen’s Park 0:4. Weitere Erfolge blieben in den folgenden Jahren aus. Olympic hatte aufgrund finanzieller Probleme zunehmend Mühe, mit der Konkurrenz mitzuhalten, insbesondere mit den Blackburn Rovers. 1886 verließen zahlreiche Schlüsselspieler den Verein, da ihre Löhne drastisch gekürzt wurden. Als William McGregor 1888 die Football League gründete, ließ er nur einen Verein je Stadt zu und entschied sich im Falle Blackburns für die Rovers. Blackburn Olympic nahm stattdessen ab Herbst 1888 an der konkurrierenden, aber kurzlebigen Liga The Combination teil. Anfang 1889 musste der Klub sämtliche Profispieler entlassen und löste sich schließlich im September 1889 aufgrund hoher Schulden auf.

## Erfolge
Der Verein gewann folgende Trophäen:
- FA Cup: 1882/83
- East Lancashire Charity Cup: 1881/82
- Blackburn Association Challenge Cup: 1878/79, 1879/80
- Livesey United Cup: 1877/78

Der einzige Wettbewerb, an dem der Verein teilnahm, aber nie gewann, war der Lancashire Senior Cup.

## Bekannte Spieler
- Edgar Chadwick
- Jack Southworth
- William Townley